# هال لير
هال لير (بالإنجليزية: Hal Lear)‏ مواليد 31 يناير 1935 في فيلادلفيا - الوفاة 25 يونيو 2016، كان لاعب كرة سلة أمريكي. تم اختياره من قبل فريق غولدن ستايت ووريورز خلال الدرافت. بلغ طوله 6 قدم 0 بوصة (1.8 م).

## روابط خارجية
- هال لير على موقع إن بي أي (الإنجليزية)
- هال لير على موقع سبورتس رفرنس (الإنجليزية)
- هال لير على موقع كلية كرة السلة في سبورتس رفرنس.كوم (الإنجليزية)
- هال لير على موقع ريلجم (الإنجليزية)
- هال لير على موقع بروبوليرز (الإنجليزية)